# Ледниковая бурозубка
Ледниковая землеройка (Sorex ugyunak) — это небольшая землеройка, обитающая в северной Канаде к западу от Гудзонова залива и на Аляске. Одно время этот вид считался подвидом похожей на него масковой бурозубки (S. cinereus). Похож по внешним морфологическим признакам и считается тесно связанным с бурозубкой Джексона (S. jacksoni) с острова Святого Лаврентия  и прибыловской землеройкой (S. pribilofensis) с островов Прибылова.
Российский специалист по землеройкам Н. Е. Докучаев придерживается точки зрения о конспецифичности обитающего на Чукотке Sorex portenkoi, Sorex ugyunak и Sorex jacksoni. В таком случае вид должен называться по правилу приоритета бурозубка Джексона (Sorex jacksoni) и его ареал простирается от Гудзонова залива до Чукотского автономного округа в Евразии, то есть он входит и в фауну России. Эта позиция поддержана и в последней отечественной сводке по насекомоядным М. В. Зайцева с соавторами.
Длина тела лидниковой бурозубки, включая хвост, составляет от 73 до 103 миллиметров. При этом длина хвоста от 22 до 31 мм, а длина стопы — 10.0—13.5 мм. Их вес составляет всего от 2,9 до 5,2 граммов.
Окраска спины тёмно-коричневая, бока и брюхо более светлые, серо-коричневые, с чёткой резкой границей между окраской спину и боков. При этом окраска спины выглядит тёмная полоса. Большая часть хвоста отчетливо двухцветная, бледно-коричневая сверху и светлая снизу. Только кончик хвоста равномерно светло-коричневый. У молодых контрастность окраски не так заметна.
Кариотип 2n = 60, NF = 62.
Этот вид обитает севернее границы леса. Его находили на сырых лугах или в зарослях карликовой ивы и небольшой примесью каликовой березки. Есть находки ледниковой бурузубки в россыпях камней. Она может оказаться даже многочисленной в инуитских зимних жилищах.
Питается насекомыми, мелкими беспозвоночными и семенами. Sorex ugyunak также поедают пищу, оставленную без присмотра человека, и падаль.
В латинском названии видовой эпитет ugyunak на языке инуитов означает «землеройка».